# El maestro de marionetas
El maestro de marionetas (en chino: 戲夢人生; en pinyin: Xìmèng rénshēng, literalmente Vida de ensueño) también conocida por su título internacional The Puppetmaster es una película taiwanesa de 1993 dirigida por Hou Hsiao-hsien. La historia fue basada en las memorias de Li Tian-lu, el titiritero más célebre de la historia de Taiwán, y transcurre entre el año de nacimiento de Li, en 1909, hasta el final de las cinco décadas de ocupación japonesa de la isla de Taiwán en 1945.
Esta película es la segunda dirigida por Hou dentro de una trilogía de películas históricas que incluye Ciudad doliente (1989) y Hombres buenos, mujeres buenas (1995).

## Trama
Cuenta la historia de Li Tian-lu quién se convierte en aprendiz de titiritero a la edad de ocho años; al principio sus espectáculos se limitan a espectáculos marionetistas tradicionales en pequeños pueblos de montaña, pero lentamente comienza a hacerse una reputación en Taiwán hasta conseguir llevar sus espectáculos hasta Tapei.
En el proceso debe lidiar con el gobierno japonés que demanda que ponga sus habilidades al servicio de la propaganda imperialista durante la ocupación japonesa de Taiwán en Segunda Guerra Mundial, creando espectáculos para los oficiales japoneses a fin de aumentar la moral. Así sus funciones comienzan a incluir dramatizaciones de combates contra fuerzas del ejército estadounidense, con miniaturas de aviones de combate y efectos especiales variados.
Durante la película escenas retratando la niñez y juventud de Li son intercaladas con espectáculos de marionetas y con secuencias del verdadero Li Tian-lu hablando directamente a la cámara, contando anécdotas sobre su vida, sus sufrimientos, y su esfuerzo por sobrevivir; todo con un tono oscilando entre fatalismo y humor.

## Reparto

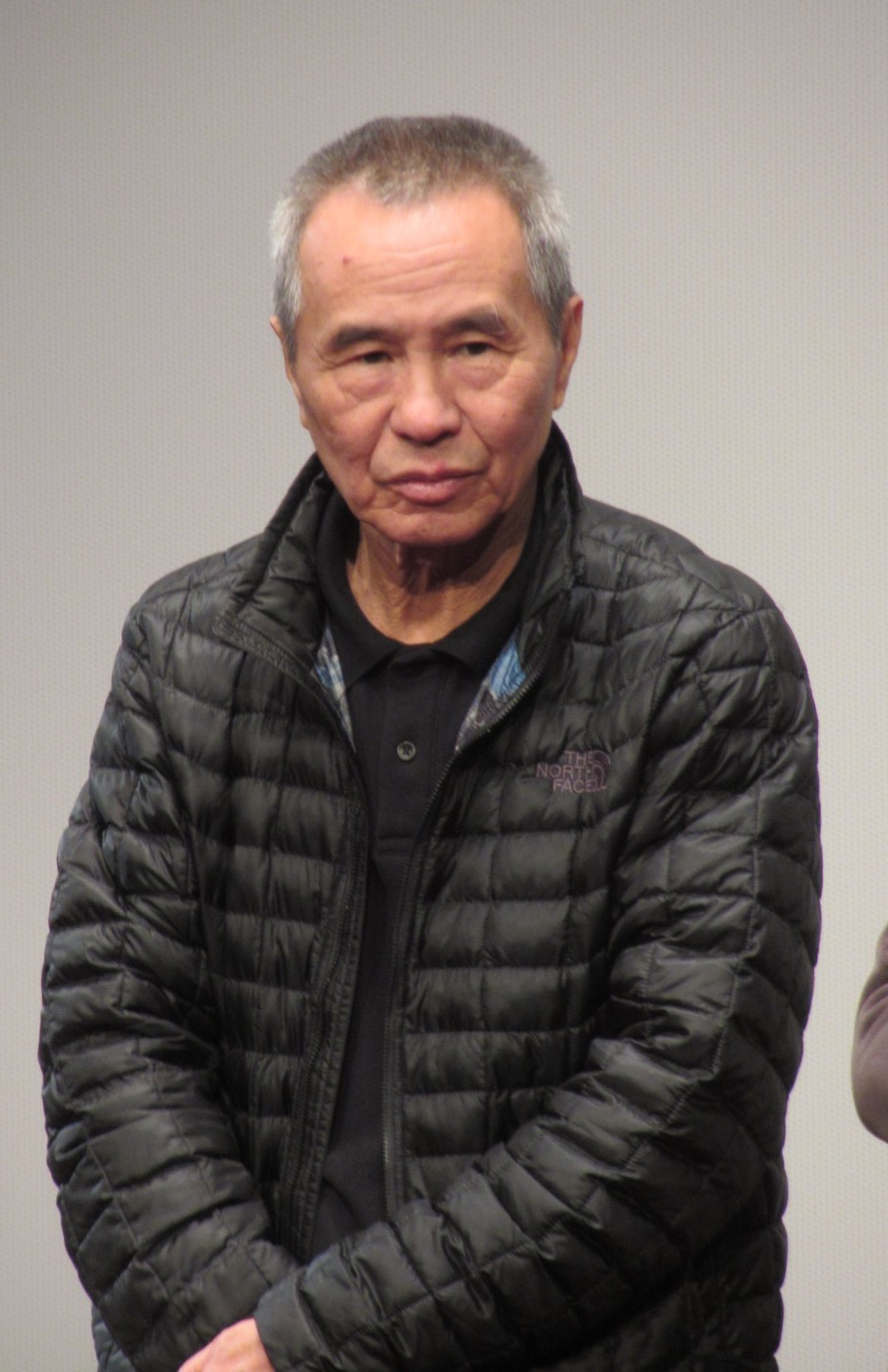
Director Hou Hsiao-Hsien.

| Actor         | Papel                |
| ------------- | -------------------- |
| Li Tian-lu    | El mismo             |
| Lim Giong     | Li Tian-lu (Joven)   |
| Tsai Chen-nan | Ko Meng-dang (Padre) |
| Yang Lai-Yin  | Lai Hwat (Madrastra) |
| Vicky Wei     | Lei Tzu              |

## Recepción
El maestro de marionetas es considerada por muchos como una obra maestra del cine mundial. En una encuesta del British Film Institute del 2012 para la revista Sight and Sound, siete críticos y tres directores lo nombraron una de las películas más grandes jamás hechas.
La película cuenta con una calificación de 100% de críticas positivas en el sitio web Rotten Tomatoes, con una media de 8,4/10. J. Hoberman de The New York Review of Books, en su retrospectiva sobre el trabajo de Hou Hsiao-Hsien describió la película como brillante "demostrando un profundo y original sentido el cine como forma de explorar el pasaje del tiempo".

## Premios
La película ganó el Premio de Jurado en el 1993 Cannes Festival de cine y el Premio FIPRESCI en el Istanbul International Film Festival. La película fue la primera película taiwanesa en competir dentro del Festival de cine de Cannes.